# Erste Liga 2014-2015
La Erste Liga 2014-2015 (ufficialmente "Heute für Morgen" Erste Liga) è stata la 41ª edizione del campionato di calcio austriaco di seconda divisione.
La stagione è iniziata il 18 luglio 2014 ed è terminata il 29 maggio 2015; la pausa invernale ha avuto luogo dal 28 novembre 2014 al 27 febbraio 2015.

## Stagione

### Novità
L'Altach è la squadra campione in carica e promossa in Bundesliga, il Wacker Innsbruck retrocesso dalla Bundesliga e le neopromosse dalla Regionalliga, il Floridsdorfere il LASK Linz.

### Formula
Le squadre si affrontano in un doppio girone all'italiana con partite d'andata e ritorno, per un totale di 36 giornate.
La squadra campione verrà promossa in Bundesliga per la stagione 2015-2016.
La penultima classificata disputerà gli spareggi con le vincitrici dei tre gruppi di Regionalliga. L'ultima classificata retrocede direttamente in Regionalliga.
La prima giornata si è disputata venerdì 18 luglio 2014, confermando quanto già adottato nelle ultime stagioni, con le gare di Erste Liga il venerdì e quelle di Bundesliga "spalmate" tra sabato e domenica.

## Squadre partecipanti
| Club             | Città        | Stadio             | Posizione 2013-2014           | Dettaglio |
| ---------------- | ------------ | ------------------ | ----------------------------- | --------- |
| Austria Lustenau | Lustenau     | Reichshof          | 2º posto in Erste Liga        | 2013-2014 |
| Floridsdorfer    | Vienna       | Leopold Stroh      | 2º posto in Regionalliga West | 2013-2014 |
| Hartberg         | Hartberg     | Hartberg           | 7º posto in Erste Liga        | 2013-2014 |
| Horn             | Horn         | Horn               | 6º posto in Erste Liga        | 2013-2014 |
| Kapfenberger     | Kapfenberg   | Franz Fekete       | 5º posto in Erste Liga        | 2013-2014 |
| LASK             | Linz         | Linzer Stadion     | 1º posto in Regionalliga West | 2013-2014 |
| Liefering        | Salisburgo   | Wals-Siezenheim    | 3º posto in Erste Liga        | 2013-2014 |
| Mattersburg      | Mattersburg  | Pappel             | 8º posto in Erste Liga        | 2013-2014 |
| St. Pölten       | Sankt Pölten | NV Arena           | 4º posto in Erste Liga        | 2013-2014 |
| Wacker Innsbruck | Innsbruck    | Tivoli-Neu Stadion | 10º posto in Bundesliga       | 2013-2014 |

## Allenatori

### Tabella riassuntiva
| Club             | Allenatore             | In carica da      |
| ---------------- | ---------------------- | ----------------- |
| Austria Lustenau | Mladen Posavec         | 15 novembre 2014  |
| Floridsdorfer    | Hans Kleer             | 17 ottobre 2011   |
| Hartberg         | Bruno Friesenbichler   | 25 maggio 2013    |
| Horn             | Christoph Westerthaler | 29 settembre 2014 |
| Kapfenberger     | Kurt Russ              | 5 giugno 2013     |
| LASK             | Karl Daxbacher         | 26 settembre 2011 |
| Liefering        | Peter Zeidler          | 9 ottobre 2012    |
| Mattersburg      | Ivica Vastić           | 20 dicembre 2013  |
| St. Pölten       | Herbert Gager          | 4 giugno 2014     |
| Wacker Innsbruck | Michael Streiter       | 27 dicembre 2013  |

## Classifica
|  | Pos. | Squadra          | Pt | G  | V  | N  | P  | GF | GS | DR  |
|  | ---- | ---------------- | -- | -- | -- | -- | -- | -- | -- | --- |
|  | 1.   | Mattersburg      | 71 | 36 | 21 | 8  | 7  | 69 | 36 | +33 |
|  | 2.   | Liefering        | 65 | 36 | 20 | 5  | 11 | 70 | 55 | +15 |
|  | 3.   | LASK             | 56 | 36 | 15 | 11 | 10 | 45 | 36 | +9  |
|  | 4.   | Kapfenberger     | 49 | 36 | 12 | 13 | 11 | 52 | 45 | +7  |
|  | 5.   | St. Pölten       | 49 | 36 | 13 | 10 | 13 | 39 | 41 | -2  |
|  | 6.   | Wacker Innsbruck | 43 | 36 | 11 | 10 | 15 | 32 | 43 | -11 |
|  | 7.   | Austria Lustenau | 42 | 36 | 11 | 9  | 16 | 49 | 56 | -7  |
|  | 8.   | Floridsdorfer    | 41 | 36 | 9  | 14 | 13 | 40 | 49 | -9  |
|  | 9.   | Horn             | 38 | 36 | 10 | 8  | 18 | 34 | 50 | -16 |
|  | 10.  | Hartberg         | 38 | 36 | 10 | 8  | 18 | 46 | 65 | -19 |

Legenda:

      Promossa in Bundesliga 2015-2016

      Ammessa allo spareggio promozione-retrocessione

      Retrocessa in Regionalliga 2015-2016

Note:

Tre punti a vittoria, uno a pareggio, zero a sconfitta.
In caso di arrivo di due o più squadre a pari punti, la graduatoria verrà stilata secondo la classifica avulsa tra le squadre interessate che prevede, in ordine, i seguenti criteri:
- Punti negli scontri diretti
- Differenza reti negli scontri diretti
- Differenza reti generale
- Reti realizzate in generale
- Sorteggio

## Statistiche

### Squadre

#### Record
- Maggior numero di vittorie:
- Minor numero di sconfitte:
- Migliore attacco:
- Miglior difesa:
- Miglior differenza reti:
- Maggior numero di pareggi:
- Minor numero di pareggi:
- Maggior numero di sconfitte:
- Minor numero di vittorie:
- Peggiore attacco:
- Peggior difesa:
- Peggior differenza reti:
- Miglior serie positiva:
- Peggior serie negativa:

### Individuali

#### Classifica marcatori
| Gol |  |  | Giocatore         | Squadra      |
| --- |  |  | ----------------- | ------------ |
| 21  |  |  | Markus Pink       | Mattersburg  |
| 18  |  |  | Karim Onisiwo     | Mattersburg  |
| 14  |  |  | Smail Prevljak    | Liefering    |
| 14  |  |  | Radovan Vujanović | LASK         |
| 11  |  |  | Felipe Pires      | Liefering    |
| 10  |  |  | Ronivaldo         | Kapfenberger |
| 10  |  |  | Daniel Segovia    | St. Pölten   |
| 10  |  |  | David Witteveen   | Kapfenberger |

#### Record
- Capocannoniere:
- Maggior numero di gol in una partita:

### Partite
- Più gol :
- Maggiore scarto di gol :
- Maggior numero di reti in una giornata :
- Minor numero di reti in una giornata :